# 法爾斯河
45°06′44″N 40°07′31″E / 45.1122°N 40.1252°E
法爾斯河（俄语：Фарс），是俄羅斯的河流，位於該國西南部，屬於拉巴河的左支流，流經阿迪格共和國和克拉斯諾達爾邊疆區，河道全長197公里，流域面積1,450平方公里。